# 엘리자베스 스트라이드
엘리자베스 " 롱 리즈 " 스트라이드 (본성 구스타프도터, 1843년 11월 27일 – 1888년 9월 30일)는 1888년 8월 말부터 11월 초까지 런던의 스피탈필즈와 화이트채플에서 최소 5명의 여성을 살해하고 시신을 훼손한 잭 더 리퍼로 알려진 미확인 연쇄 살인범의 세 번째 희생자이다.
다른 4명의 잭 더 리퍼 희생자들과 달리 스트라이드는 살해된 후 절단되지 않았기 때문에 일부 역사가 들은 스트라이드가 사실 잭 더 리퍼에게 살해당하지 않았다고 의심했다. 그러나 스트라이드의 살인은 리퍼의 4번째 피해자인 캐서린 에도스가 보도에서 살해되기 1시간 전에 발생했고, 스트라이드 살인 행위는 이륜차를 타고 범죄 현장에 진입한 개인에 의해 방해를 받은 것으로 추정된다. 게다가, 두 사람 모두 목에 베인 상처를 남긴 체 살해당했고, 대부분의 작가와 연구자들은 스트라이드를 리퍼의 공식적인 희생자 5명 중 세 번째로 여기게 되었다.
스트라이드는 "롱 리즈"라는 별명을 가지고 있었다. 이 별명의 유래에 대해 몇 가지 설이 나왔다. 그녀의 결혼한 성(Stride는 긴 걸음을 나타냄)에서 비롯된 것이라고 생각하기도 하고, 그녀의 키 또는 얼굴 구조에서 나왔다고 생각하기도 한다.

## 미디어

### 영화
- 공포에 대한 연구 (1965). 노마 포스터를 엘리자베스 스트라이드로 캐스팅했다.[9][10]
- 러브 라이즈 블리딩 (1999). 윌리엄 태넌 감독의 드라마 영화. 이 영화에서 앨리스 벤도바가 스트라이드를 연기했다.
- 지옥에서 . (2001). 휴즈 형제가 감독했고 수잔 린치를 엘리자베스 스트라이드로 캐스팅했다.[11]

### 텔레비전
- 잭 더 리퍼 (1988). 마이클 케인 주연의 템즈 텔레비전 드라마 시리즈. 엘리자베스 스트라이드는 안젤라 크로우가 연기한다.[12]
- 리얼 잭 더 리퍼 (2010). 데이비드 모틴이 감독했고 티나 스털링을 엘리자베스 스트라이드로 캐스팅했으며 2010년 8월 31일에 첫 방송되었다.[13]
- 잭 더 리퍼: 결정적인 이야기 (2011). 화이트채플 살인자에 관한 원본 경찰 보고서와 목격자 설명을 인용하는 2시간 분량의 다큐멘터리. 엘리자베스 엘스텁이 스트라이드를 연기했다.[14]

### 드라마
- 잭, 마지막 희생자 (2005). 샐리 로이드(Sallie Lloyd)를 엘리자베스 스트라이드로 캐스팅하는 뮤지컬이다.

## 같이 보기
- 미해결 사건